# Руэн-Норанда Хаскис
«Руэн-Норанда Хаскис» (англ. Rouyn-Noranda Huskies, фр. Huskies de Rouyn-Noranda) — молодёжный хоккейный клуб, базирующийся в городе Руэн-Норанда, провинция Квебек, Канада. Выступает в Главной юниорской хоккейной лиге Квебека (QMJHL). Команда проводит свои домашние матчи на стадионе «Гленкор-арена». В сезонах 2007–08, 2015–16 и 2018–19 «Хаскис» занимали первое место в регулярном чемпионате QMJHL, и выигрывали Жан Ружо Трофи. Команда выиграла два Кубка президента, а также представляла QMJHL на Мемориальном кубке 2016 года и в качестве победителей Мемориального кубка 2019 года.

## История
Франшиза «Руэн-Норанда» была основана как «Монреаль Джуниор Канадиенс». В Монреале команда выиграла три Мемориальных кубка в 1950, 1969 и 1970 годах. С тех пор команда играла в Вердене и Сент-Иасенте.
25 апреля 1996 года Сильвен Дани и Дэйв Морен, тогдашние владельцы «Сент-Иасент Лейзер», решили перевести команду в Руэн-Норанду. Зная, что «Национальная столица меди» — это город, который дышит хоккеем, они были уверены, что это лучшее решение для франшизы. Среди бывших игроков НХЛ из этого района — Дэйв Кеон и Жак Лаперрьер.
Название «Хаскис» было выбрано, чтобы отразить жёсткий и решительный характер местных жителей и горнодобывающего сообщества. В настоящее время команда полностью принадлежит местным акционерам, и все решения шестнадцати акционеров принимаются в интересах команды и города, который она представляет.